# Julien Piguet
Julien Piguet, né le 22 janvier 1983 à Paris, est un pilote automobile, cascadeur professionnel pour le cinéma et dirigeant-fondateur de l'agence Driving Evolution, agence spécialisée dans l'évènementiel dans le domaine de l'automobile et la création de contenu.

## Biographie
Dès l’âge de 10 ans, Julien Piguet découvre le karting. Très rapidement, il remporte de nombreuses courses, notamment les Masters de karting de Paris-Bercy en 2001.
Parallèlement au karting, il commence sa carrière automobile en remportant à 16 ans le championnat de France Caterham en sprint et en endurance ; il sera notamment nommé aux espoirs Échappement.
Au fil des années, il participe à presque toutes les courses de 24h tels que : les 24 Heures du Mans, les 24 Heures de Spa, les 24 Heures du Nürburgring, les 24 Heures de Barcelone et les 24 Heures de Dubaï.
En 2022, il remporte avec Alban Varutti le Championnat de France FFSA GT sur une Porsche 718 Cayman GT4 RS Clubsport, avec son équipe AVR dans la catégorie Pro-Am.
Il participe en 2023 chez AF Corse en Ferrari 488 GTE AM au Championnat du monde d'endurance FIA (WEC), en particulier à la manche du centenaire des 24 heures du Mans, ainsi qu'aux 24 heures de Spa toujours chez AF Corse mais en Ferrari 296 GT3. Il participe également au GT4 European Series en Porsche 718 Cayman GT4 RS Clubsport avec son équipe AVR.
En 2024, toujours avec AVR et son coéquipier Alban Varutti, il performe sur les 2 dernières courses de la saison de GT4 European Séries sur le circuit de Djeddah avec une victoire et une 2e place.
En tant que pilote de précision et cascadeur professionnel, il compte plus de 70 films et séries à son actif, dont des films à grand succès comme Bienvenue chez les Ch'tis, Rien à déclarer, Les petits mouchoirs ou encore Intouchables.
Il est également la doublure de Jude Law dans la publicité Dior Homme de 2010, ou l'un des hommes à la moto dans la publicité Chanel Coco Mademoiselle au côté de Keira Knightley en 2011. Il participe aussi au clip Bad girls de M.I.A. au Maroc.
En 2007, il crée son agence spécialisée dans l'évènementiel et dédiée à l'automobile : Driving Evolution.

## Driving Evolution
En 2007, Julien Piguet crée l'agence Driving Evolution, spécialisée dans les essais et l'expérience automobile, collaborant avec une clientèle française et européenne.
L'agence propose l'organisation d'évènements autour de l'automobile et du sport automobile (Roadshows, lancement produits avec presse, essais sur circuit, essais routiers...) mais également d'évènements plus généraux (séminaires, conventions, voyages d'affaires...)
Le premier client de l'agence fut Renault, à travers plusieurs entités :
- Renault Sport Cars, avec qui Piguet travaillait déjà depuis de nombreuses années pour le développement des Clio Cup et Mégane Trophy. L'agence se vit confier l’organisation des Journées Passion Renault Sport, puis la mission d’animation à travers des shows pendant les World Series by Renault à travers l’Europe.
- Renault F1 : pour la gestion mécanique de Mégane Trophy, et de shows pour des roadshows qui se déroulent à divers points du monde (Sao Paulo, Lisbonne, New Delhi, Kiev...) aux côtés de Fernando Alonso, Nelson Piquet Jr, Romain Grosjean, Lucas Di Grassi.
- Renault : pour différents films et shootings promotionnels à travers l'Europe, notamment les deux plus récents lors des Grand Prix de Monaco 2018 et 2019 en présence de pilotes de F1 (Nico Hülkenberg, Carlos Sainz Jr, Daniel Ricciardo, et Alain Prost)
- Renault Classic : lors de meetings internationaux tels que le Grand Prix de France de Formule 1, le Rallye Monte-Carlo Historique, Le Mans Classic ou encore le Goodwood Festival of Speed aux côtés de Jean Ragnotti, Jean Pierre Jaussaud, Alain Serpaggi, Jean Pierre Jabouille...
- Alpine : lors de son retour en 2017, la marque fait appel à Driving Evolution pour la création de ses journées La piste bleue.
Au fil des années, les constructeurs et manufacturiers suivants ont été clients de l'agence : Aston Martin, Bridgestone, Citroën, Dunlop, DS, Ferrari, Fiat, Goodyear, Honda, Hyundai, Jaguar, Jeep, Lamborghini, Land Rover, McLaren, Michelin, Mitsubishi, Peugeot, Pirelli, Rolls-Royce, Skoda, Toyota, Volvo, etc. (80 marques au total).
Depuis 2014, Driving Evolution est l'agence officielle de Porsche France pour l'organisation des essais lors de leur roadshows, tournées, lancement produits, mais également pour les essais en hiver à Méribel et Val d'Isère.
En 2017, BMW France fait également appel à Driving Evolution. Depuis les débuts de son partenariat, l'agence accompagne la marque lors d'évènements à travers la France tels que les Voiles de Saint Tropez, les 24h du Mans, Le Mans Classic, la Ryder Cup, mais également accompagne son réseau lors de tournées de lancement de nouveaux modèles et pour la formation dynamique lors de la convention annuelle interne. En 2020, Mini (filiale de BMW) fait aussi appel à l'agence.
En 2019, la marque Bugatti donne à Driving Evolution l'encadrement de son road trip The Grand Tour de Milan à Molsheim, avec la participation de 25 Bugatti pendant 1 semaine pour fêter les 110 ans de la marque.
Plus récemment, un pôle digital et de création de contenu a également été créé.
En 2024, Toyota a accordé sa confiance à Driving Evolution pour l'accompagner sur les Jeux Olympiques .

## Palmarès sportif
- 2025 : Début en Rallye sur une Citroën CE Rallye 2
- 2024 : Participation au Meeting de Djeddah en GT4 European Series en Pro-Am en Porsche 718 Cayman GT4 RS Clubsport avec Alban Varutti (1er place course 1 et 2nd place course 2)
- 2023 : Participation au World Endurance Championship en Ferrari 488 GTE AM chez AF Corse
- 2023 : Participation au 24 heures de Spa en Ferrari 296 GT3 chez AF Corse
- 2022 : Champion en Championnat de France FFSA GT Pro-Am en Porsche 718 Cayman GT4 RS Clubsport avec Alban Varutti
- 2021 : Victoire en GT2 European series en Lamborghini Huracan GT2 avec Cédric Leimer au Circuit Paul Ricard
- 2020 : Participation au championnat de France FFSA GT sur une Toyota Supra GT4
- 2020 : Participation au 24 Heures du Mans dans Team Project1 en Porsche GT3R[7]
- 2018 et 2019 : Vainqueur de plusieurs courses de championnat de France FFSA GT avec la M4 GT4 du BMW Team France
- 2017 : 3e du championnat de France FFSA GT avec la M4 GT4 du BMW Team France
- 2016 : Vainqueur de la catégorie groupe C du Le Mans Classic 2016[8]
- 2013 : Show de démonstration lors de World Series by Renault à bord d'une F1 au côté de David Coulthard
- 2013 : Vice champion au 24H du Nurburgring en 208 / Pole Position / Meilleur temps au tour dans sa catégorie / 39ème au général
- 2012 : 2ème au 24H de Barcelone en Seat / Pole Position
- 2012 : Participation au Mans Classic en Corvette C3 / Pole Position
- 2012 : 3ème au 24H du Nurburgring en RCZ / Pole Position / Meilleur temps au tour dans sa catégorie / 64ème au général
- 2012 : Champion Lamborghini Super Trofeo en Blancpain Endurance Series
- 2011 : 11ème au Championnat GT Tour en Lamborghini LP560
- 2010 :  3ème au 24H de Dubaï en Clio Cup / Pole Position
- 2009 :  Pilote Officiel Renault F1 sur Road Show City
- 2009 : Vice champion au 24H de Dubaï en Clio Cup / Pole position
- 2009 : 3ème au 24H de Barcelone en Clio Cup / Pole position
- 2008 : Pilote Officiel Renault F1 sur Road Show City
- 2007 : Rallye du Var sur Clio RS Ragnotti Groupe N 36ème scratch, 3ème Groupe N, meilleur rookie et meilleur remontée du rallye
- 2006 : Pilote de développement Renault Sport Technologies
- 2006 : Vice champion d’Europe de Legend Car à Jerez
- 2005 : Vainqueur de la course de Legend Car en lever de rideau du Grand Prix de France de F1
- 2005 : Vice champion de France Clio Cup, Champion de France Junior
- 2004 : Vice champion de France coupe 206
- 2003 : 24 heures de Spa Francorpchamps : 7ème au scratch et 4ème NGT sur Porsche GT3 RS
- 2002 : 2 courses du Championnat de France de Formule Renault
- 2001 : Vainqueur des Masters de karting de Paris-Bercy
- 2001 : 6ème à l’ Eurocup Formule Renault
- 2000 : 3ème au Masters de karting de Paris-Bercy (Lewis Hamilton vainqueur cette année là)
- 2000 : 3ème au Championnat de France de F3 promotion
- 1999 : 6ème au World Cup Junior - Karting
- 1999 : Double champion de France Caterham (Sprint et Endurance)

## Filmographie cinéma
- 2018 : Mission Impossible : Fallout (stunt driver)
- 2017 : Lukas (stunt driver)
- 2017 : Overdrive (stunt driver)
- 2014 : Grace de Monaco (car stunts)
- 2014 :Supercondriaque (stunt driver)
- 2012 : À dix minutes des naturistes (documentaire télé) (stunt driver)
- 2012 : À l'aveugle (stunt driver)
- 2012 : Mains armées (stunt driver)
- 2012 : Le guetteur (stunt driver)
- 2012 : La méthode Claire (film de télévision) (stunts)
- 2012 : De l'autre côté du périph (stunt driver)
- 2011 : Polisse (stunt driver)
- 2011 : Intouchables (stunt driver)
- 2011 : Les Lyonnais (stunt driver)
- 2011 : À la maison pour Noël (documentaire télé) (precision driver)
- 2010 : L'immortel (stunt driver)
- 2010 : Camping 2 (stunt driver)
- 2010 : En apparence (documentaire télé) (stunt driver)
- 2010 : Arthur 3: la guerre des deux mondes (stunt driver)
- 2010 : Rien à déclarer (stunt driver)
- 2009 : Diamant 13 (stunts)
- 2009 : Coco (stunt driver)
- 2009 : Humains (stunt driver)
- 2009 : Micmacs à tire-larigot (stunt driver)
- 2009 : Le petit Nicolas (stunt performer[à définir])
- 2009 : Arthur et la vengeance de Maltazard (stunt driver : non crédité)
- 2009 : L'entretien (de Robert Prune) (court métrage) (stunt coordinator)
- 2008 : Bienvenue chez les Ch'tis (stunt driver)
- 2008 : MR 73 (stunt driver)
- 2008 : Le nouveau protocole (stunt driver)
- 2008 : Disco (stunt driver)
- 2008 : Skate or Die (stunt driver)
- 2008 : Seuls Two (stunt driver)
- 2008 : L'instinct de mort (stunt driver)
- 2008 : Go Fast: Au cœur du trafic (stunt driver)
- 2008 : L'ennemi public no 1 (stunt driver)
- 2007 : Pur week-end (stunt driver)
- 2007 : Pars vite et reviens tard (stunt driver)
- 2007 : Diana: Last Days of a Princess (documentaire télé) (stunt driver)
- 2006 : Incontrôlable (stunt driver[à définir])
- 2006 : Ne le dis à personne (stunts)

## Filmographie Série TV
- 2021-2022 : Lupin (Saison 2 et 3) : (Stunt driver)
- 2010-2013 : Profilage (2 épisodes) 
  - 2013 : Destins croisés : (stunt performer)
  - 2010 : Lame de fond : (stunt driver)
- 2009-2011 : Braquo : 11 épisodes
  - 2011 : Au nom du pire (stunt driver)
  - 2011 : 4 moins 1 (stunt driver)
  - 2011 : Mère et patrie (stunt driver)
  - 2011 : Infiltré (stunt driver)
  - 2011 : Tous pour un (stunt driver)
- 2011 : Doc Martin (4 épisodes) 
  - 2011 : Toute la vérité (stunt driver)
  - 2011 : La nuit de l'amour (stunt driver)
  - 2011 : La baronne de Port-Garrec (stunt driver)
  - 2011 : Que fait la police? (stunt driver)
- 2011 : Flics (2 épisodes) 2011
  - 2011 : Mourir libre (stunt driver)
  - 2011 : Levée d'écrou (stunt driver)
- 2011 : Julie Lescaut (stunt driver - 1 épisode) 
  - 2011 : Faux coupable (stunt driver)
- 2010-2011 : La plus pire semaine de ma vie (stunt driver - 2 épisodes) 
  - 2011 : Épisode #1.2 (stunt driver)
  - 2010 : Épisode #1.1 (stunt driver)
- 2009 - 2010 : Diane, femme flic (5 épisodes)
  - 2010 : Que justice soit faite (stunt driver)
  - 2010 : Figures imposées. (stunt driver)
  - 2010 : Dernières cartes (stunt driver)
  - 2010 : Étoiles filantes (stunt performer)
  - 2010 : Ascendant gémeaux (stunt performer)
- 2009 : R.I.S. Police scientifique (1 épisode) 
  - 2009 : Bonnes manières (stunt driver) / (stunts)
- 2009 : Brigade Navarro (5 épisodes) 
  - 2009 : Fuite en avant (stunt driver)
  - 2009 : Mascarade (stunt driver)
  - 2009 : Fantôme (stunt driver)
  - 2009 : En rafale (stunt driver)
  - 2009 : Coup de feu (stunt driver)
- SOS 18 (2 épisodes)
  - 2006 : Sur les chapeaux de roue (stunt driver)
  - 2006 : L'effet d'une bombe (stunt driver)
- Femmes de loi (1 épisode) 
  - 2006 : Secrets de famille (stunt performer)